# Benoît Trémoulinas
Benoît Trémoulinas (* 28. prosince 1985, Lormont, Francie) je francouzský fotbalový obránce a reprezentant, který v současné době hraje za klub Sevilla FC. Jeho pozice je na levé straně obrany, je schopen podél krajní čáry podpořit útok nebo zastat roli záložníka.

## Klubová kariéra

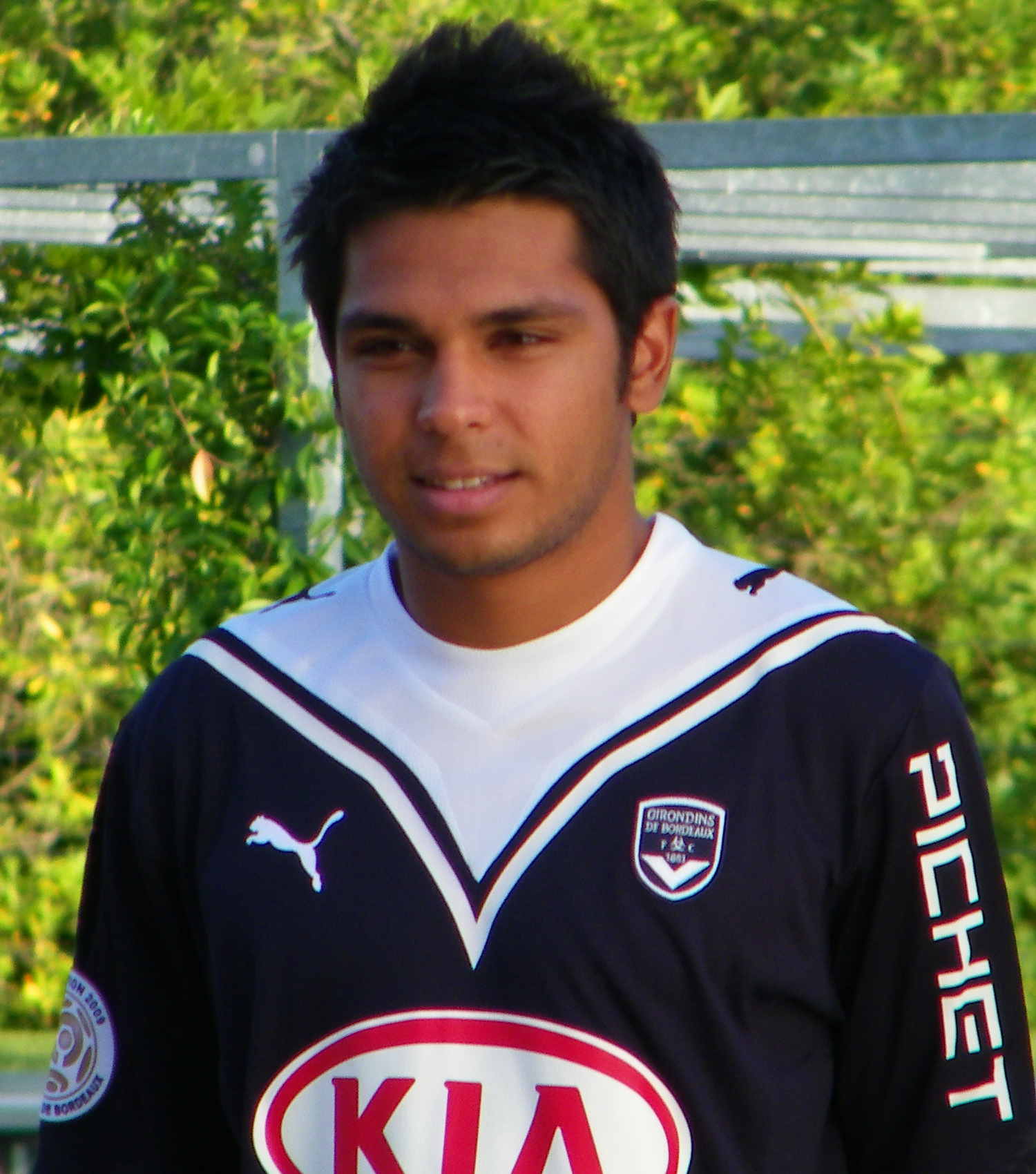
Benoît Trémoulinas v dresu Girondins Bordeaux.

Trémoulinas zahájil profesionální fotbalovou kariéru v klubu Girondins Bordeaux, kde vyhrál Ligue 1 (sezóně 2008/09), Trophée des champions (2008 a 2009), Coupe de la Ligue (2008/09) a Coupe de France (2012/13).
12. července 2013 podepsal čtyřletou smlouvu s ukrajinským popředním klubem Dynamo Kyjev. Debutoval 28. července v ligovém zápase proti FK Sevastopol (výhra 2:0). Od ledna do června 2014 hostoval ve francouzském AS Saint-Étienne.
V srpnu 2014 přestoupil do španělského klubu Sevilla FC, vítěze Evropské ligy 2013/14.

## Reprezentační kariéra
Do A-týmu Francie byl poprvé nominován 5. srpna 2010 reprezentačním trenérem Laurentem Blancem pro přátelský zápas 11. srpna proti Norsku. Do utkání však nezasáhl. Debutoval o dva roky později 14. listopadu 2012, kdy jej trenér Didier Deschamps nasadil v přátelském zápase s domácí Itálií. Trémoulinas šel na hřiště v závěru zápasu (90. minuta), nahradil Moussu Sissoka. Francie porazila Itálii 2:1. Druhý start si připsal 5. června 2013 v přátelském střetnutí proti týmu z Jižní Ameriky - Uruguayi. V Montevideu nastoupil tentokrát v základní sestavě a odehrál kompletní zápas. Francie podlehla domácímu týmu 0:1.

## Úspěchy

### Individuální
- Tým roku Ligue 1 podle UNFP – 2009/10[10]